# Jovan Divjak
Jovan Divjak (Belgrado, 11 de marzo de 1937-Sarajevo, 8 de abril de 2021) fue un antiguo militar bosnio de origen serbio, jefe de diferentes sectores bosnios de la Fuerza de Defensa Territorial del Ejército Popular Yugoslavo, que abandonó para formar parte del estado mayor del Ejército de la República de Bosnia y Herzegovina (ARBiH) durante las guerras en Bosnia y que llegó al grado de general en los años 1960 y años 1980.

## Biografía

### Nacimiento
Nacido en Belgrado el 11 de marzo de 1937, se crio en el seno de una familia serbia originaria de Bosanska Krajina. Estudió en la Academia Militar de Belgrado (entre 1956-1959), luego siguió sus estudios militares en la academia francesa Ecole d'Etat Mayor de Compiègne (1964-1965), luego cursa una especialización en la Academia de Cadetes de Belgrado (entre 1969-1971), y posteriormente sigue su preparación en la Escuela de Planificación de Guerra y Defensa en Belgrado (entre 1979-1981). Tras varios puestos en el JNA, Divjak fue designado como comandante en jefe de las Fuerzas de Defensa Territorial (TO) de los sectores de Mostar (1984-1989) y Sarajevo (1989-1991).

### Carrera militar en lasTOy en el ARBiH
El 8 de abril de 1992 fue nombrado comandante de la Defensa Territorial de Bosnia y Herzegovina (TORBiH). Un mes más tarde, supervisaba la defensa de Sarajevo ante el ataque del Ejército Popular Yugoslavo dirigido por Radovan Karadzic. Entre 1993 y 1997 Divjak sirvió como comandante en la sede del Ejército de la República de Bosnia y Herzegovina, siendo responsable de la cooperación con los organismos y las instituciones civiles.
Luego de unirse a la causa bosnia, participó activamente en la defensa de Sarajevo durante el asedio de la ciudad, y por eso se le ha conocido como el "serbio que defendió Sarajevo", así como el serbio con una mayor graduación militar en el ejército bosnio, aunque él mismo se ha definido como bosnio en repetidas ocasiones.

### Tras el fin de la guerra
Tras la finalización de la guerra escribió varios libros. Hasta su arresto fue director de la organización La educación construye Bosnia y Herzegovina (en bosnio: Obrazovanje Grado BiH), creada en 1994 para contribuir al restablecimiento de las escuelas y del sistema educativo en Bosnia y Herzegovina.

### Acusación de crímenes de guerra por Serbia
Divjak fue arrestado el 4 de marzo de 2011 en Austria, en cumplimiento de una orden internacional de detención a efectos de extradición cursada por Serbia por supuestos crímenes de guerra. El cargo principal era la muerte de 42 soldados serbios en 1992, al ser atacada con una bomba una columna cuyo tránsito seguro se había garantizado durante las negociaciones de un cese al fuego en el curso del sitio de Sarajevo.Divjak siempre negó haber tenido participación en ese hecho Tras su detención, su editor italiano, Luca Leone, declaró:

La detención de Jovan Divjak demuestra una vez más que en Bosnia y en Serbia la justicia va a dos velocidades. Una justicia politizada por Serbia exige la detención de un héroe de guerra, mientras que no se ha hecho nada en 15 años para conseguir la detención de criminales de guerra como Ratko Mladic. Expresamos nuestra solidaridad con Jovan Divjak, y esperamos que el Gobierno de Bosnia y Herzegovina apoye a un hombre que ha dedicado su vida a la defensa de una sociedad multiétnica de Bosnia.

Divjiak fue puesto en libertad bajo fianza pocos días después de su detención, y el 29 de julio de 2011 Austria denegó definitivamente su extradición, aduciendo la falta de indicios de su participación en los hechos imputados y la imposibilidad de garantizarle un juicio justo en Austria.